# Cuestión de fe (película)
Cuestión de fe es un largometraje producido en Bolivia en 1995, dirigida por Marcos Loayza. En esta película participan Jorge Ortiz Sánchez y Elías Serrano. La película trata de una imagen sagrada que debe ser trasladada por encargo desde una región altiplánica hacia el oriente del país. Pero durante el viaje, la virgen es robada en uno de los pueblos de las regiones andinas y llevado a la región de los Yungas, los protagonistas tratan de recuperar la imagen sagrada, pero al final, llegan a un acuerdo con los pobladores en los Yungas y la imagen se queda en un pueblo de dicha región.

## Sinopsis
"Las gordas no se enamoran, se antojan" fue lo último que el santero Domingo y su compadre Pepelucho escucharon decir en el bar "La Corajuda", antes de que el oscuro "Sapo Estívaris" los hiciera llamar para encargarles la fabricación de una virgen de tamaño natural y pedirles su traslado hasta San Mateo, un pueblo escondido en el corazón de los Yungas paceños, iniciando así un viaje a través de sus sentimientos. Joaquín, un apostador que permanentemente desafía al destino escucha la conversación y se brinda a llevarlos en "La Ramona", una vieja camioneta prestada que él hace pasar por suya. Una vez elaborada la virgen, los tres inician el viaje en "La Ramona" descendiendo desde la ciudad -a 4.700 metros de altura- hasta llegar a zonas tropicales donde la presencia de la naturaleza y sus posiciones ante la vida determinan una tensa pero equilibrada relación entre ellos.
La fe de uno en Dios y la fe del otro en el juego y el azar, acaban cruzándose en un desenlace imprevisible donde se pierde la noción de realidad.

## Reconocimientos
- Mejor Ópera Prima Festival Internacional del Nuevo Cine Latinoamericano, La Habana, Cuba, 1995.
- Mejor Ópera Prima, Cartagena, Colombia, 1995.
- Mejor Ópera Prima Montevideo, Uruguay, 1995.
- Mejor Ópera Prima New England, Estados Unidos, 1995.
- Premio Especial del Jurado, Biarritz, Francia.
- Premio a la Mejor Película, Salamanca, España, 1995.
- Premio a la Mejor Película Extranjera, Puerto Rico, 1995.
- Premio Especial del Jurado, Cusco, Perú, 1995.
- Mejor Ópera Prima, Cartagena, Colombia, 1996.
- Premio Especial de la Crítica, San Juan, Puerto Rico, 1996.[1]
- FIPRESCI Festival Internacional de Cine de Róterdam
- OCIC Award Festival Internacional de Cine de Amiens
- International Critics Award Festival de Cine Iberoamericano de Huelva
- Mención Especial Festival del Cinema Latino Americano a Trieste

## Selección oficial
- Festival Internacional de Cine de Róterdam. Premio Tiger. Países Bajos, enero de 1996.
- Festival de Cine Latino de Chicago. Estados Unidos, abril de 1996.
- Festival Internacional de Cine de Seattle. Estados Unidos, mayo de 1996.
- Festival de Cine de Jerusalén. Israel, julio de 1996.
- Festival de Cine de Gramado. Brasil, agosto de 1996.
- Festival Internacional de Cine de Tokio. Japón, septiembre de 1996.
- Festival Internacional de Cine de Vancouver. Canadá, octubre de 1996.[1]

## Enláces Externos
- "Cuestión de Fe, Un viaje más allá de los sueños" en www.bolivianet.com
- https://www.almafilms.net/es/peliculas/2_cuestia-n-de-fe

- Datos: Q5794042